# ليمونت (إلينوي)
ليمونت (بالإنجليزية: Lemont, Illinois)‏ هي قرية تقع في الولايات المتحدة في إلينوي. يقدر عدد سكانها بـ 16,000 نسمة .

## الموقع الجغرافي
الموقع الجغرافي للمناطق المحيطة بهذه النقطة هو كالتالي:

## أعلام
- ديابلو كودي
- كريستيان فاند فيلد
- تايلر جاي